# 广防风属
广防风属（学名：Epimeredi）也称印度广防风属，是唇形科下的一个属，为直立粗壮草本植物。该属共有约8种，分布于热带亚洲至澳大利亚。
属名Epimeredi源于希腊语epemeredi，意为“差异异构体”。